# 盖斯滕贝格
盖斯滕贝格（德語：Gerstenberg）是德国图林根州的市镇，隶属于阿尔滕堡地区县。总面积为3.13平方千米，截至2023年12月31日总人口为475人。